# Bộ Công an (Việt Nam)
Bộ Công an nước Cộng hoà xã hội chủ nghĩa Việt Nam là cơ quan công quyền trực thuộc Chính phủ Việt Nam, thực hiện chức năng quản lý nhà nước về an ninh trật tự, an toàn xã hội; phản gián; điều tra phòng chống tội phạm; phòng cháy chữa cháy và cứu hộ; thi hành án hình sự, thi hành án không phải phạt tù, tạm giữ, tạm giam; bảo vệ, hỗ trợ tư pháp; quản lý nhà nước các dịch vụ công trong ngành, lĩnh vực thuộc phạm vi quản lý nhà nước của Bộ. Bộ Công an là cơ quan quản lý Lực lượng Công an nhân dân Việt Nam. Bộ Công an nhận được nhiều danh hiệu như Anh hùng lực lượng vũ trang nhân dân 13 lần, Huân chương Sao vàng và 88 Huân chương Hồ Chí Minh. Theo Luật Công an nhân dân 2018 (sửa đổi, bổ sung năm 2023), lực lượng Công an có tối đa 205 tướng lĩnh.

## Quá trình phát triển
Từ tháng 8 năm 1945, lực lượng Công an đã được thành lập chưa có tên gọi chung: ở Bắc Bộ có tên là Sở Liêm phóng, ở Trung Bộ là Sở Trinh sát và ở Nam Bộ là Quốc gia tự vệ cuộc. Ngày 19 tháng 8 năm 1945 được coi là ngày truyền thống của lực lượng Công an nhân dân Việt Nam.
Ngày 21-2-1946, Chủ tịch Hồ Chí Minh ký Sắc lệnh số 23/SL hợp nhất Sở Cảnh sát và Sở Liêm phóng toàn quốc thành một cơ quan đặt tên là Việt Nam Công an vụ, đặt dưới quyền quản lý của Bộ Nội vụ. Giám đốc đầu tiên của Việt Nam Công an vụ là Nguyễn Dương (từ ngày 22 tháng 3 đến ngày 7 tháng 6 năm 1946). Sau đó Phó Giám đốc Việt Nam Công an vụ Lê Giản lên thay.
Ngày 18 tháng 4 năm 1946, Bộ Nội vụ ra Nghị định số 121-NV/NĐ về tổ chức Việt Nam Công an vụ có 3 cấp:
- Cấp trung ương gọi là Nha Công an Trung ương[8]
- Cấp kỳ có tên gọi là Sở Công an kỳ[8]
- Cấp tỉnh có tên gọi là Ty Công an tỉnh, thành phố[8]

Thực hiện Sắc lệnh số 23/SL, ở Bắc Bộ, Sở Liêm phóng đổi thành Sở Công an Bắc Bộ; ở Trung Bộ, Sở Trinh sát đổi thành Sở Công an Trung Bộ; Quốc gia Tự vệ Cuộc Nam Bộ đổi thành Sở Công an Nam Bộ. Ở các tỉnh và thành phố đều đổi thành Ty Công an. Từ sau khi có Sắc lệnh 23-SL đến ngày Toàn quốc Kháng chiến, Nha Công an Việt Nam có ba bộ phận chủ yếu (Văn phòng, Ty Tập trung tài liệu, Ty Thanh tra).
Trong kháng chiến chống Pháp, Nha Công an Trung ương đóng tại thung lũng Lũng Cò, thôn Đồng Đon, xã Minh Thanh, huyện Sơn Dương, tỉnh Tuyên Quang. Tại đây có các cơ quan trực thuộc như Ty Tình báo, Ty Trật tự tư pháp, Ty Chính trị. Giám đốc Nha Công an đầu tiên là Lê Giản. Đến tháng 8 năm 1952, Trần Quốc Hoàn thay Lê Giản làm Giám đốc Nha Công an.
Ngày 16 tháng 2 năm 1953, Chủ tịch Hồ Chí Minh ký Sắc lệnh số 141-SL đổi Nha Công an Trung ương thành Thứ Bộ Công an trực thuộc Hội đồng Chính phủ. Trần Quốc Hoàn được cử giữ chức Thứ trưởng Thứ Bộ Công an. Thứ Bộ Công an có nhiệm vụ chống gián điệp, phản động ở trong nước để bảo vệ chính quyền dân chủ nhân dân, bảo vệ quân đội nhân dân, bảo vệ kinh tế quốc dân; bảo vệ biên giới, chống đặc vụ và gián điệp quốc tế; Bài trừ lưu manh trộm cướp, bài trừ các tệ nạn xã hội và giữ trật tự an ninh trong nhân dân; Quản trị các trại giam, giáo dục cải tạo phạm nhân. Thứ Bộ Công an gồm có: Văn phòng Thứ Bộ, Vụ Chấp pháp, Phòng Nhân sự, Cục Cảnh vệ, Vụ Bảo vệ chính trị, Trường Công an, Vụ Trị an hành chính.
Cuộc họp Hội đồng Chính phủ từ ngày 27-29 tháng 8 năm 1953, dưới sự chủ tọa của Chủ tịch Hồ Chí Minh, đã quyết định đổi tên Thứ Bộ Công an thành Bộ Công an. Trần Quốc Hoàn được cử giữ chức Bộ trưởng Bộ Công an.
Ngày 3 tháng 3 năm 1959, Thủ tướng Phạm Văn Đồng ra Quyết định số 100 - TTg về việc thành lập một lực lượng vũ trang chuyên trách công tác biên phòng và bảo vệ nội địa, lấy tên là Công an nhân dân Vũ trang, trực thuộc Bộ Công an.
Ngày 28 tháng 7 năm 1956, Thủ tướng Chính phủ ra Nghị định số 982/TTg về việc thành lập Cục Cảnh sát nhân dân thuộc Bộ Công an để thống nhất việc xây dựng, quản lý, huấn luyện, giáo dục các loại cảnh sát nhân dân trong toàn quốc về nghiệp vụ, chính trị, quân sự, văn hoá. Cục trưởng đầu tiên là Thượng tá Lê Hữu Qua.
Ngày 10 tháng 8 năm 1956, Thủ tướng Chính phủ đã ban hành Thông tư số 1001/TTg xác định tổ chức của ngành Cảnh sát nhân dân thuộc Bộ Công an, trong đó quy định: "Cảnh sát kinh tế phụ trách công tác bảo vệ công khai các nhà máy, hầm mỏ". Đến năm 1958, Cục Bảo vệ kinh tế được thành lập, có nhiệm vụ chuyên sâu bảo vệ kinh tế.
Ngày 20 tháng 7 năm 1962, Chủ tịch Hồ Chí Minh ký lệnh 34-LCT công bố pháp lệnh quy định nhiệm vụ, quyền hạn và pháp lệnh quy định chế độ cấp bậc của sĩ quan và hạ sĩ quan Cảnh sát nhân dân. Để tăng cường kiện toàn bộ máy lực lượng Công an, đồng thời để đáp ứng tình hình và nhiệm vụ cách mạng trong giai đoạn mới.
Ngày 1 tháng 8 năm 1975, kỳ họp thứ 3 Quốc hội khóa X đã quyết định hợp nhất Bộ Công an và Bộ Nội vụ thành một bộ mới lấy tên là Bộ Nội vụ.
Cuối năm 1979, lực lượng Công an nhân dân vũ trang đổi tên là Bộ đội Biên phòng và được chuyển về trực thuộc Bộ Quốc phòng.
Đến năm 1988, Bộ đội Biên phòng lại chuyển sang trực thuộc Bộ Nội vụ, đến cuối năm 1995 thì lại chuyển về Bộ Quốc phòng.
Ngày 13 tháng 1 năm 1989, thành lập Bộ Tư lệnh Cảnh vệ theo Nghị định số 11 của Hội đồng Bộ trưởng.
Ngày 7 tháng 5 năm 1998, Quốc hội ra Nghị quyết số 13/1998/NQ-QH10, theo đó Bộ Nội vụ đổi lại tên thành Bộ Công an.
Ngày 9 tháng 6 năm 1998, Thủ tướng Chính phủ ký Nghị định số 37/1998/NĐ-CP, Quy định chức năng nhiệm vụ quyền hạn và cơ cấu tổ chức của Bộ Công an.
Ngày 5 tháng 8 năm 2002, Quốc hội ra Nghị quyết số 02/2002/QH11 về việc quy định danh sách các bộ và cơ quan ngang bộ của Chính phủ. Theo đó, Bộ Nội vụ mới được thành lập trên cơ sở đổi tên từ Ban Tổ chức - Cán bộ Chính phủ và tồn tại song song với Bộ Công an.
Ngày 14 tháng 11 năm 2003, Thủ tướng Chính phủ ký Nghị định số 136/2003/NĐ-CP, Quy định chức năng nhiệm vụ quyền hạn và cơ cấu tổ chức của Bộ Công an
Ngày 15 tháng 9 năm 2009, Thủ tướng Chính phủ ký Nghị định số 77/2009/NĐ-CP, Quy định chức năng nhiệm vụ quyền hạn và cơ cấu tổ chức của Bộ Công an. Theo đó, 6 Tổng cục hiện tại của Bộ Công an (An ninh nhân dân, Cảnh sát nhân dân, Xây dựng Lực lượng, Hậu cần, Tình báo, Kỹ thuật) được tách, sáp nhập và đổi tên thành 8 Tổng cục là: An ninh I, An ninh II, Xây dựng Lực lượng, Hậu cần - Kỹ thuật, Tình báo, Cảnh sát Phòng chống tội phạm, Cảnh sát Quản lý hành chính về trật tự an toàn xã hội, Cảnh sát Thi hành án hình sự và Hỗ trợ tư pháp.
Ngày 11 tháng 12 năm 2009, Bộ trưởng Bộ Công an ký quyết định số 4058/QĐ-BCA thành lập Bộ Tư lệnh Cảnh sát Cơ động trực thuộc Bộ Công an.
Ngày 9 tháng 12 năm 2013, Ban Bí thư Trung ương Đảng (khóa XI) đã ban hành Quy định số 216-QĐ/TW về thực hiện chế độ chính ủy, chính trị viên ở Bộ Tư lệnh Cảnh sát cơ động, Bộ Công an
Ngày 17 tháng 11 năm 2014, Thủ tướng Chính phủ ký Nghị định số 106/2014/NĐ-CP, Quy định chức năng nhiệm vụ quyền hạn và cơ cấu tổ chức của Bộ Công an và có hiệu lực từ 01/01/2015. Theo đó, 8 Tổng cục (An ninh 1, An ninh 2, Xây dựng Lực lượng, Hậu cần Kỹ thuật, Tình báo, Cảnh sát Phòng chống tội phạm, Cảnh sát Quản lý hành chính về trật tự an toàn xã hội, Cảnh sát Thi hành án và Hỗ trợ tư pháp) được sáp nhập lại thành 6 Tổng cục (An ninh, Chính trị, Hậu cần - Kỹ thuật, Tình báo, Cảnh sát và Cảnh sát thi hành án hình sự và Hỗ trợ tư pháp). Cũng theo đó, Tổng cục Xây dựng Lực lượng được đổi tên thành Tổng cục Chính trị Công an nhân dân.

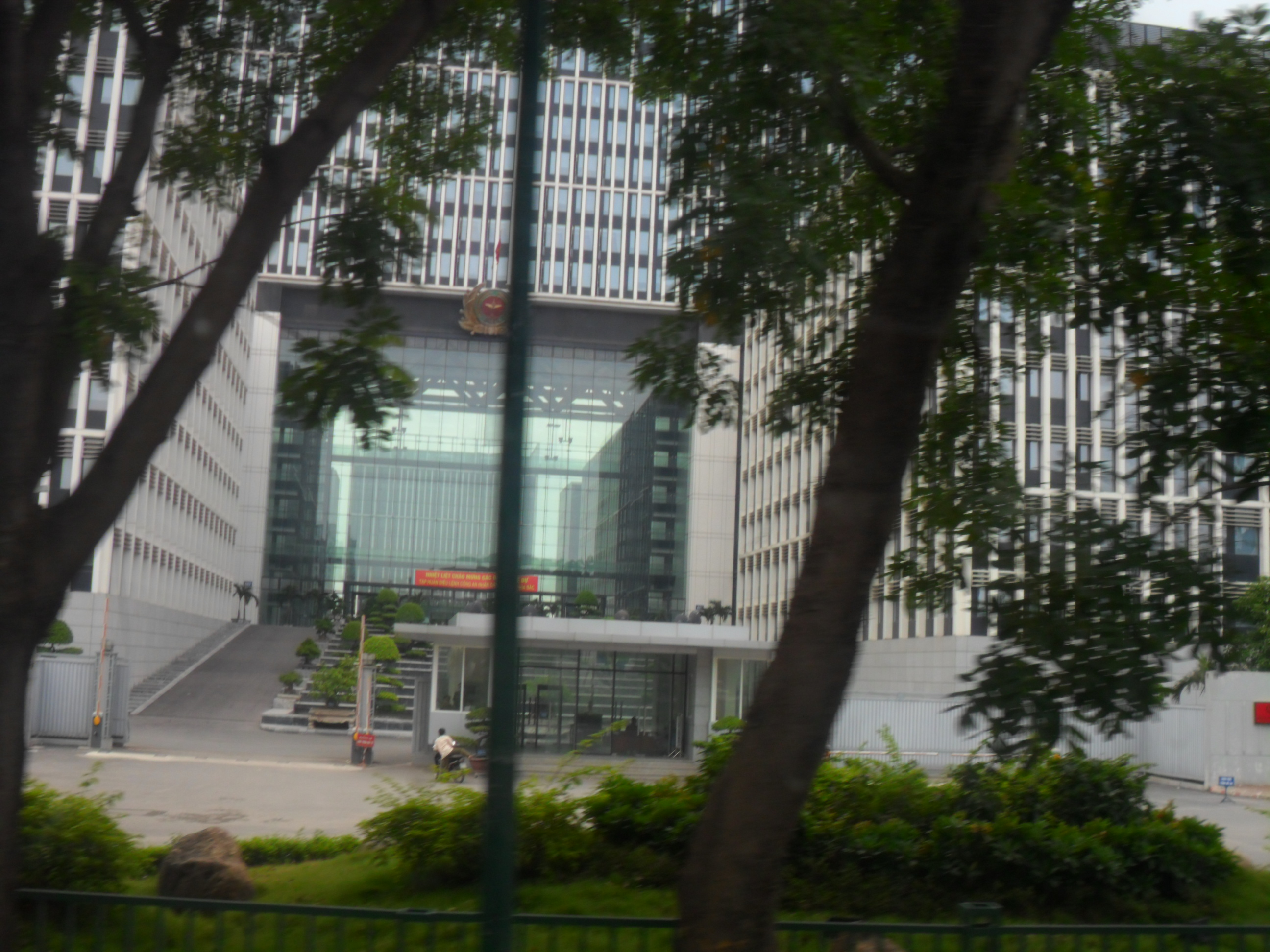
Trụ sở Bộ Công An trên đường Phạm Văn Đồng được xây dựng theo kiến trúc hiện đại

Tháng 8 năm 2018, thực hiện Nghị quyết 22 của Bộ Chính trị, Nghị quyết 01 và Đề án 106 của Đảng ủy Công an Trung ương về sắp xếp tinh gọn bộ máy theo mô hình tổ chức mới. Ngày 6 tháng 8 năm 2018, Thủ tướng Chính phủ Nguyễn Xuân Phúc đã ký ban hành Nghị định 01 có hiệu lực cùng ngày quy định chức năng nhiệm vụ, quyền hạn và cơ cấu tổ chức của Bộ Công an, theo đó Bộ Công an không còn cấp Tổng cục.
Bộ máy Bộ Công an giảm 6 tổng cục và gần 60 đơn vị cấp Cục, 300 đơn vị cấp Phòng. Bộ máy công an địa phương giảm hơn 500 đơn vị cấp phòng và 1000 đơn vị cấp Đội. Sở Cảnh sát phòng cháy và chữa cháy của 20 tỉnh thành gồm Hà Nội, Thành phố Hồ Chí Minh, Hải Phòng, Đà Nẵng, Cần Thơ, Thái Nguyên, Vĩnh Phúc, Bắc Ninh, Quảng Ninh, Thanh Hóa, Nghệ An, Thừa Thiên Huế, Quảng Ngãi, Bình Định, Khánh Hòa, Đắk Lắk, Lâm Đồng, Bình Dương, Đồng Nai, Bà Rịa - Vũng Tàu được sáp nhập vào Công an tỉnh, thành phố tương ứng.
Cục Cảnh sát điều tra về tội phạm kinh tế, tham nhũng sáp nhập với Cục Cảnh sát chống buôn lậu thành Cục Cảnh sát điều tra tội phạm về tham nhũng, kinh tế, buôn lậu; Cục An ninh mạng (trực thuộc Bộ Công an) và Cục Cảnh sát phòng chống tội phạm sử dụng công nghệ cao (thuộc Tổng cục Cảnh sát) sáp nhập thành Cục An ninh mạng và phòng, chống tội phạm sử dụng công nghệ cao trực thuộc Bộ Công an Việt Nam; Cục An ninh Thông tin truyền thông sáp nhập vào Cục An ninh chính trị nội bộ; Cục Hồ sơ nghiệp vụ An ninh hợp nhất với Cục Hồ sơ nghiệp vụ Cảnh sát thành Cục Hồ sơ nghiệp vụ ; thành lập Cục An ninh đối ngoại trên cơ sở sáp nhập 4 cục nghiệp vụ và tiếp thu một số chức năng, nhiệm vụ của Tổng cục An ninh trước đây; thành lập Cục Truyền thông Công an nhân dân trên cơ sở sáp nhập 3 đơn vị: Trung tâm Phát thanh - Truyền hình - Điện ảnh Công an nhân dân, Báo Công an nhân dân và Nhà xuất bản Công an nhân dân.
Sáng ngày 17 tháng 08 năm 2023, Bộ Công an thành lập Hội Cựu Công an nhân dân Việt Nam theo quyết định về việc cho phép thành lập Hội Cựu Công an nhân dân Việt Nam của Bộ trưởng Bộ Nội vụ ngày 01/8/2023 . Hội Cựu Công an nhân dân Việt Nam đặt dưới sự lãnh đạo của Đảng ủy Công an Trung ương, lãnh đạo Bộ Công an, cấp ủy Công an các cấp. Chủ tịch hội là nguyên Thứ trưởng thường trực Bộ Công an.

## Lãnh đạo hiện nay
| Lãnh đạo Bộ Công an Việt Nam \| Bộ trưởng Thứ trưởng Thường trực Thứ trưởng Thứ trưởng, biệt phái giữ chức vụ Chủ nhiệm Ủy ban Quốc phòng, An ninh và Đối ngoại của Quốc hội Thứ trưởng Thứ trưởng, Thủ trưởng Cơ quan Cảnh sát Điều tra Thứ trưởng, Thủ trưởng Cơ quan An ninh Điều tra Thứ trưởng, Thủ trưởng Cơ quan Quản lý thi hành án hình sự, Cơ quan Quản lý tạm giữ, tạm giam \| Đại tướng Lương Tam Quang Thượng tướng Trần Quốc Tỏ Thượng tướng Lê Quốc Hùng Thượng tướng Lê Tấn Tới Thượng tướng Lê Văn Tuyến Trung tướng Đặng Hồng Đức Thượng tướng Nguyễn Văn Long Thượng tướng Phạm Thế Tùng Thượng tướng Nguyễn Ngọc Lâm \| | |
| Bộ trưởng Thứ trưởng Thường trực Thứ trưởng Thứ trưởng, biệt phái giữ chức vụ Chủ nhiệm Ủy ban Quốc phòng, An ninh và Đối ngoại của Quốc hội Thứ trưởng Thứ trưởng, Thủ trưởng Cơ quan Cảnh sát Điều tra Thứ trưởng, Thủ trưởng Cơ quan An ninh Điều tra Thứ trưởng, Thủ trưởng Cơ quan Quản lý thi hành án hình sự, Cơ quan Quản lý tạm giữ, tạm giam | Đại tướng Lương Tam Quang Thượng tướng Trần Quốc Tỏ Thượng tướng Lê Quốc Hùng Thượng tướng Lê Tấn Tới Thượng tướng Lê Văn Tuyến Trung tướng Đặng Hồng Đức Thượng tướng Nguyễn Văn Long Thượng tướng Phạm Thế Tùng Thượng tướng Nguyễn Ngọc Lâm |

## Cơ cấu tổ chức

### Cơ quan An ninh điều tra Bộ Công an
- Thủ trưởng: Thượng tướng Phạm Thế Tùng, Thứ trưởng Bộ Công an
- Phó Thủ trưởng thường trực: Thiếu tướng Hoàng Văn Hà, Cục trưởng Cục An ninh điều tra
- Phó Thủ trưởng: là các Phó Cục trưởng Cục An ninh điều tra

### Cơ quan Cảnh sát điều tra Bộ Công an
- Thủ trưởng: Thượng tướng Nguyễn Văn Long, Thứ trưởng Bộ Công an
- Phó Thủ trưởng thường trực: Thiếu tướng Trần Minh Tiến, Chánh Văn phòng Cơ quan Cảnh sát điều tra
- Phó Thủ trưởng:
  1. Trung tướng Trần Ngọc Hà, Cục trưởng Cục Cảnh sát hình sự[34][35]
  2. Thiếu tướng Nguyễn Quang Phương, Cục Cảnh sát điều tra tội phạm về tham nhũng, kinh tế, buôn lậu
  3. Thiếu tướng Ngô Thanh Bình, Cục trưởng Cục Cảnh sát điều tra tội phạm về ma túy[36]

### Cơ quan quản lý thi hành án hình sự Bộ Công an
- Thủ trưởng: Thượng tướng Nguyễn Ngọc Lâm, Thứ trưởng Bộ Công an[37]
- Phó Thủ trưởng thường trực: Thiếu tướng Trần Văn Thiện, Cục trưởng Cục Cảnh sát quản lý trại giam, cơ sở giáo dục bắt buộc, trường giáo dưỡng[38]

### Cơ quan quản lý tạm giữ, tạm giam Bộ Công an
- Thủ trưởng: Thượng tướng Lê Văn Tuyến, Thứ trưởng Bộ Công an[37]
- Phó Thủ trưởng thường trực: Trung tướng Nguyễn Văn Phục, Cục trưởng Cục Cảnh sát quản lý tạm giữ, tạm giam và thi hành án hình sự tại cộng đồng[27]

### Các cơ quan khác
| Tên đơn vị                                                                        | Thành lập                                                    | Thủ trưởng đơn vị   | Thủ trưởng đơn vị | Trụ sở                                               |
| Tên đơn vị                                                                        | Thành lập                                                    | Họ và tên           | Cấp bậc hàm       | Trụ sở                                               |
| --------------------------------------------------------------------------------- | ------------------------------------------------------------ | ------------------- | ----------------- | ---------------------------------------------------- |
| Khối Cục và tương đương                                                           |                                                              |                     |                   |                                                      |
| Ủy ban Kiểm tra Đảng ủy Công an Trung ương                                        | 10/1/1980 (45 năm, 212 ngày)                                 | Trần Quốc Tỏ        | Thượng tướng      | Số 47 đường Phạm Văn Đồng, P. Phú Diễn, Hà Nội       |
| Cơ quan Ủy ban Kiểm tra Đảng ủy Công an Trung ương (X06)                          | 11/1/2002 (23 năm, 211 ngày)                                 | Nguyễn Văn Trung    | Trung tướng       | Số 47 đường Phạm Văn Đồng, P. Phú Diễn, Hà Nội       |
| Thanh tra Bộ Công an (X05)                                                        | 28/5/1967 (58 năm, 74 ngày)                                  | Bùi Quang Thanh     | Trung tướng       | Số 99 phố Nguyễn Tuân, Q. Thanh Xuân, Hà Nội         |
| Văn phòng Bộ Công an (V01)                                                        | 18/4/1946 (79 năm, 114 ngày)                                 | Nguyễn Quốc Toản    | Thiếu tướng       | Số 47 đường Phạm Văn Đồng, P. Phú Diễn, Hà Nội       |
| Cục Đối ngoại (V02)                                                               | 17/9/2014 (10 năm, 327 ngày)                                 | Đặng Xuân Hồng      | Trung tướng       | Số 60 Nguyễn Du, Q. Hai Bà Trưng, Hà Nội             |
| Cục Pháp chế và cải cách hành chính, tư pháp (V03)                                | 25/3/2014 (11 năm, 138 ngày)                                 | Phạm Công Nguyên    | Thiếu tướng       | Số 44 Yết Kiêu, Q. Hoàn Kiếm. Hà Nội                 |
| Cục Khoa học, Chiến lược và Lịch sử Công an (V04)                                 | 6/8/2018 (7 năm, 4 ngày)                                     | Vũ Thanh Chương     | Trung tướng       | Số 47 đường Phạm Văn Đồng, P. Phú Diễn, Hà Nội       |
| Cục Xây dựng phong trào bảo vệ An ninh Tổ quốc (V05)                              | 16/6/1967 (58 năm, 55 ngày)                                  | Trần Văn Duơng      | Thiếu tướng       | Số 47 đường Phạm Văn Đồng, P. Phú Diễn, Hà Nội       |
| Cục Hồ sơ nghiệp vụ (V06)                                                         | 27/3/1957 (68 năm, 136 ngày)                                 | Ngô Thị Hoàng Yến   | Trung tướng       | Số 54 Trần Hưng Đạo, Q. Hoàn Kiếm, Hà Nội            |
| Cục An ninh đối ngoại (A01)                                                       | 21/1/1977 (48 năm, 201 ngày)                                 | Tô Long             | Đại tá            | Số 47 đường Phạm Văn Đồng, P. Phú Diễn, Hà Nội       |
| Cục An ninh nội địa (A02)                                                         | 21/1/1977 (48 năm, 201 ngày)                                 | Nguyễn Hồng Phong   | Thiếu tướng       | Số 47 đường Phạm Văn Đồng, P. Phú Diễn, Hà Nội       |
| Cục An ninh chính trị nội bộ (A03)                                                | 10/5/1958 (67 năm, 92 ngày)                                  | Đinh Văn Nơi        | Trung tướng       | Số 47 đường Phạm Văn Đồng, P. Phú Diễn, Hà Nội       |
| Cục An ninh kinh tế (A04)                                                         | 13/5/1953 (72 năm, 89 ngày)                                  | Nguyễn Sỹ Quang     | Trung tướng       | Số 17 Trần Bình Trọng, Hoàn Kiếm, Hà Nội             |
| Cục An ninh mạng và phòng, chống tội phạm sử dụng công nghệ cao (A05)             | 6/8/2018 (7 năm, 4 ngày)                                     | Lê Xuân Minh        | Trung tướng       | Số 47 đường Phạm Văn Đồng, P. Phú Diễn, Hà Nội       |
| Cục Kỹ thuật nghiệp vụ (A06)                                                      | 1/7/1954 (71 năm, 40 ngày)                                   | Trần Việt Kiều      | Trung tướng       | Số 47 đường Phạm Văn Đồng, P. Phú Diễn, Hà Nội       |
| Cục Ngoại tuyến (A07)                                                             | 8/1/2009 (16 năm, 214 ngày)                                  | Đoàn Hùng Sơn       | Trung tướng       | Số 47 đường Phạm Văn Đồng, P. Phú Diễn, Hà Nội       |
| Cục Quản lý xuất nhập cảnh (A08)                                                  | 13/5/1953 (72 năm, 89 ngày)                                  | Phạm Đăng Khoa      | Trung tướng       | Số 44 - 46 Trần Phú, Q. Ba Đình, Hà Nội              |
| Cục An ninh điều tra (A09)                                                        | 31/12/1951 (73 năm, 222 ngày)                                | Hoàng Văn Hà        | Thiếu tướng       | Số 47 đường Phạm Văn Đồng, P. Phú Diễn, Hà Nội       |
| Cục Xử lý tin và hỗ trợ tình báo (B01)                                            | 21/2/1946 (79 năm, 170 ngày)                                 | Đinh Ngọc Thúy      | Trung tướng       | Số 60 Nguyễn Văn Huyên, Q. Cầu Giấy, Hà Nội          |
| Cục Tình báo châu Á (B02)                                                         | 21/2/1946 (79 năm, 170 ngày)                                 | Lê Minh Hà          | Trung tướng       | Số 60 Nguyễn Văn Huyên, Q. Cầu Giấy, Hà Nội          |
| Cục Tình báo Mỹ - Âu - Phi (B03)                                                  | 21/2/1946 (79 năm, 170 ngày)                                 | Hoàng Hà            | Trung tướng       | Số 60 Nguyễn Văn Huyên, Q. Cầu Giấy, Hà Nội          |
| Cục Tình báo phương thức mật (B04)                                                | 21/2/1946 (79 năm, 170 ngày)                                 | Bùi Quốc Khánh      | Trung tướng       | Số 60 Nguyễn Văn Huyên, Q. Cầu Giấy, Hà Nội          |
| Cục Tình báo kinh tế, khoa học, kỹ thuật (B05)                                    | 21/2/1946 (79 năm, 170 ngày)                                 | Đỗ Hồng Nam         | Thiếu tướng       | Số 60 Nguyễn Văn Huyên, Q. Cầu Giấy, Hà Nội          |
| Cục Tổ chức - Cán bộ (X01)                                                        | 23/10/1957 (67 năm, 291 ngày)                                | Hoàng Đức Lừng      | Trung tướng       | Số 47 đường Phạm Văn Đồng, P. Phú Diễn, Hà Nội       |
| Cục Đào tạo (X02)                                                                 | 6/1/1974 (51 năm, 216 ngày)                                  | Trần Minh Lệ        | Thiếu tướng       | Số 47 đường Phạm Văn Đồng, P. Phú Diễn, Hà Nội       |
| Cục Công tác Đảng và công tác chính trị (X03)                                     | 6/8/2018 (7 năm, 4 ngày)                                     | Phạm Kim Đĩnh       | Trung tướng       | Số 47 đường Phạm Văn Đồng, P. Phú Diễn, Hà Nội       |
| Cục Truyền thông Công an nhân dân (X04)                                           | 6/8/2018 (7 năm, 4 ngày)                                     | Đỗ Triệu Phong      | Thiếu tướng       | Số 47 đường Phạm Văn Đồng, P. Phú Diễn, Hà Nội       |
| Văn phòng Cơ quan Cảnh sát điều tra (C01)                                         | 31/12/1951 (73 năm, 222 ngày)                                | Trần Minh Tiến      | Thiếu tướng       | Số 499 Nguyễn Trãi, Q. Thanh Xuân, Hà Nội            |
| Cục Cảnh sát hình sự (Cục Cảnh sát điều tra tội phạm về trật tự xã hội) (C02)     | 18/4/1946 (79 năm, 114 ngày)                                 | Trần Ngọc Hà        | Trung tướng       | Số 497 Nguyễn Trãi, Q. Thanh Xuân, Hà Nội            |
| Cục Cảnh sát điều tra tội phạm về tham nhũng, kinh tế, buôn lậu (C03)             | 24/4/2015 (10 năm, 108 ngày)                                 | Nguyễn Quang Phương | Thiếu tướng       | Số 47 đường Phạm Văn Đồng, P. Phú Diễn, Hà Nội       |
| Cục Cảnh sát điều tra tội phạm về ma túy (C04)                                    | 12/3/1997 (28 năm, 151 ngày)                                 | Ngô Thanh Bình      | Đại tá            | Số 499 Nguyễn Trãi, Q. Thanh Xuân, Hà Nội            |
| Cục Cảnh sát phòng, chống tội phạm về môi trường (C05)                            | 29/11/2006 (18 năm, 254 ngày)                                | Trần Minh Lệ        | Trung tướng       | Số 499 Nguyễn Trãi, Q. Thanh Xuân, Hà Nội            |
| Cục Cảnh sát quản lý hành chính về trật tự xã hội (C06)                           | 19/8/1945 (79 năm, 356 ngày)                                 | Vũ Văn Tấn          | Thiếu tướng       | Số 47 đường Phạm Văn Đồng, P. Phú Diễn, Hà Nội       |
| Cục Cảnh sát phòng cháy, chữa cháy và cứu nạn, cứu hộ (C07)                       | 4/10/1961 (63 năm, 310 ngày)                                 | Nguyễn Tuấn Anh     | Trung tướng       | Số 1 Vũ Hữu, Q. Thanh Xuân, Hà Nội                   |
| Cục Cảnh sát giao thông (C08)                                                     | 21/2/1946 (79 năm, 170 ngày)                                 | Đỗ Thanh Bình       | Đại tá            | Số 47 đường Phạm Văn Đồng, P. Phú Diễn, Hà Nội       |
| Cục Cảnh sát quản lý trại giam, cơ sở giáo dục bắt buộc, trường giáo dưỡng (C10)  | 20/7/1962 (63 năm, 21 ngày)                                  | Trần Văn Thiện      | Trung tướng       | Số 17, ngõ 175, Định Công, Q. Hoàng Mai, Hà Nội      |
| Cục Cảnh sát quản lý tạm giữ, tạm giam và thi hành án hình sự tại cộng đồng (C11) | 10/6/2015 (10 năm, 61 ngày)                                  | Nguyễn Văn Phục     | Trung tướng       | Số 47 đường Phạm Văn Đồng, P. Phú Diễn, Hà Nội       |
| Cục Kế hoạch và tài chính (H01)                                                   | 6/8/2018 (7 năm, 4 ngày)                                     | Phạm Trường Giang   | Thiếu tướng       | Số 47 đường Phạm Văn Đồng, P. Phú Diễn, Hà Nội       |
| Cục Quản lý xây dựng và doanh trại (H02)                                          | 21/1/1977 (48 năm, 201 ngày)                                 | Nguyễn Khắc Cường   | Trung tướng       | Số 47 đường Phạm Văn Đồng, P. Phú Diễn, Hà Nội       |
| Cục Trang bị và kho vận (H03)                                                     | 13/5/1953 (72 năm, 89 ngày)                                  | Bùi Thiện Dũng      | Trung tướng       | Số 47 đường Phạm Văn Đồng, P. Phú Diễn, Hà Nội       |
| Cục Viễn thông và cơ yếu (H04)                                                    | 24/9/1945 (79 năm, 320 ngày)                                 | Lê Khắc Thuyết      | Thiếu tướng       | Số 47 đường Phạm Văn Đồng, P. Phú Diễn, Hà Nội       |
| Cục Công nghệ thông tin (H05)                                                     | 18/4/1946 (79 năm, 114 ngày)                                 | Dương Văn Tính      | Trung tướng       | Số 47 đường Phạm Văn Đồng, P. Phú Diễn, Hà Nội       |
| Cục Y tế (H06)                                                                    | 21/1/1977 (48 năm, 201 ngày)                                 | Phạm Thị Lan Anh    | Thiếu tướng       | Số 47 đường Phạm Văn Đồng, P. Phú Diễn, Hà Nội       |
| Cục Hậu cần (H07)                                                                 | 21/1/1977 (48 năm, 201 ngày)                                 | Phạm Văn Sơn        | Thiếu tướng       | Số 80 Trần Quốc Hoàn, Q. Cầu Giấy, Hà Nội            |
| Cục Công nghiệp an ninh (H08)                                                     | 10/4/2015 (10 năm, 122 ngày)                                 | Lưu Hồng Quảng      | Thiếu tướng       | Số 47 đường Phạm Văn Đồng, P. Phú Diễn, Hà Nội       |
| Khối Bộ Tư lệnh                                                                   |                                                              |                     |                   |                                                      |
| Bộ Tư lệnh Cảnh vệ (K01)                                                          | 16/2/1953 (72 năm, 175 ngày)                                 | Phạm Thanh Hùng     | Thiếu tướng       | Số 16 phố Trấn Vũ, Hà Nội                            |
| Bộ Tư lệnh Cảnh sát Cơ động (K02)                                                 | 15/4/1945 (80 năm, 117 ngày)                                 | Nguyễn Ngọc Vân     | Trung tướng       | Số 23 Nguyễn Khang, Q. Cầu Giấy, Hà Nội              |
| Khối Học viện, Nhà trường                                                         |                                                              |                     |                   |                                                      |
| Học viện Quốc tế (B06)                                                            |                                                              | Cao Anh Dũng        | Thiếu tướng       |                                                      |
| Học viện An ninh nhân dân (T01)                                                   | 25/6/1946 (79 năm, 46 ngày)                                  | Trịnh Ngọc Quyên    | Thiếu tướng       | Số 125 Phú, Q. Hà Đông, Hà Nội                       |
| Học viện Cảnh sát nhân dân (T02)                                                  | 11/5/1968 (57 năm, 91 ngày)                                  | Trần Minh Hưởng     | Trung tướng       | P. Cổ Nhuế 2, Q. Bắc Từ Liêm, Hà Nội                 |
| Học viện Chính trị Công an nhân dân (T03)                                         | 29/10/1971 (49 năm)                                          | Phan Xuân Tuy       | Trung tướng       | H. Sóc Sơn, Hà Nội                                   |
| Trường Đại học An ninh nhân dân (T04)                                             | 9/10/1963 (61 năm, 305 ngày)                                 | Trần Văn Tuấn       | Thiếu tướng       | Km 18 Xa lộ Hà Nội, TP. Thủ Đức, TP. HCM             |
| Trường Đại học Cảnh sát nhân dân (T05)                                            | 24/4/1976 (49 năm, 108 ngày)                                 | Đỗ Anh Tuấn         | Thiếu tướng       | số 36 đường Nguyễn Hữu Thọ, phường Tân Hưng, TP. HCM |
| Trường Đại học Phòng cháy, chữa cháy (T06)                                        | 2/9/1963 (61 năm, 342 ngày)                                  | Lê Quang Bốn        | Trung tướng       | H. Lương Sơn, Hòa Bình                               |
| Trường Đại học Kỹ thuật - Hậu cần Công an nhân dân (T07)                          | 21/10/2010 (14 năm, 293 ngày)                                | Lê Minh Thảo        | Thiếu tướng       | Đường QL 17, TT. Hồ, H. Thuận Thành, Bắc Ninh        |
| Trường Cao đẳng An ninh nhân dân I (T08)                                          | 15/05/1968 (Không rõ tình trạng hoạt động) (57 năm, 87 ngày) | Đinh Ngọc Hoa       | Thiếu tướng       | X. Tiên Dược, H. Sóc Sơn, Hà Nội                     |
| Trường Cao đẳng Cảnh sát nhân dân I (T09)                                         | 20/2/1989 (Không rõ tình trạng hoạt động) (36 năm, 171 ngày) | Lê Hoài Nam         | Thiếu tướng       | X. Thủy Xuân Tiên, H. Chương Mỹ, Hà Nội              |
| Trường Cao đẳng Cảnh sát nhân dân II (T10)                                        | 11/3/1977 (Không rõ tình trạng hoạt động) (48 năm, 152 ngày) | Nguyễn Văn Quốc     | Đại tá            | TP. Thủ Đức, TP. HCM                                 |
| Khối Viện, Bệnh viện                                                              |                                                              |                     |                   |                                                      |
| Viện Khoa học Hình sự (C09)                                                       | 23/8/1957 (67 năm, 352 ngày)                                 | Nguyễn Tiến Nam     | Thiếu tướng       | Số 99 Nguyễn Tuân, Q. Thanh Xuân, Hà Nội             |
| Viện Khoa học và Công nghệ (H09)                                                  | 6/8/2018 (7 năm, 4 ngày)                                     | Lưu Hồng Quảng      | Thiếu tướng       | Hà Nội                                               |
| Bệnh viện 19-8                                                                    | 23/8/1957 (67 năm, 352 ngày)                                 | Hoàng Thanh Tuyền   | Đại tá            | Số 9 Trần Bình, Q. Cầu Giấy, Hà Nội                  |
| Bệnh viện 30-4                                                                    | 6/8/1962 (63 năm, 4 ngày)                                    | Dương Thị Thu Hằng  | Đại tá            | Số 9 Sư Vạn Hạnh, Quận 5, TP. HCM                    |
| Bệnh viện 199                                                                     | 11/6/1999 (26 năm, 60 ngày)                                  | Quách Hữu Trung     | Đại tá            | Số 216 Nguyễn Công Trứ, Q. Sơn Trà, Đà Nẵng          |
| Bệnh viện Y học cổ truyền                                                         | 24/12/1996 (28 năm, 229 ngày)                                | Phạm Bá Tuyến       | Thiếu tướng       | Số 278 đường Lương Thế Vinh, Q. Nam Từ Liêm, Hà Nội  |

## Công an tỉnh, thành phố trực thuộc Trung ương
| Công an tỉnh, thành phố | Giám đốc                   | Giám đốc           | Giám đốc    | Giám đốc                     | Giám đốc                                   |
| Công an tỉnh, thành phố | Họ và tên                  | Cấp bậc - Quân hàm | Quê quán    | Nhậm chức                    | Chức vụ khi được bổ nhiệm                  |
| ----------------------- | -------------------------- | ------------------ | ----------- | ---------------------------- | ------------------------------------------ |
| An Giang                | Nguyễn Văn Hận (1971)      | Thiếu tướng        | Bạc Liêu    | 1.9.2022 (2 năm, 343 ngày)   | Giám đốc Công an tỉnh Kiên Giang           |
| Bắc Ninh                | Bùi Duy Hưng (1978)        | Thiếu tướng        | Hải Phòng   | 20.4.2021 (4 năm, 112 ngày)  | Phó Cục trưởng, Thư ký lãnh đạo Bộ Công an |
| Cà Mau                  | Hồ Việt Triều (1973)       | Thiếu tướng        | Bến Tre     | 9.11.2015 (9 năm, 274 ngày)  | Giám đốc Công an tỉnh Bạc Liêu             |
| Cao Bằng                | Vũ Hồng Quang (1968)       | Thiếu tướng        | Nam Định    | 30.6.2020 (5 năm, 41 ngày)   | Phó Giám đốc Công an tỉnh Lạng Sơn         |
| Cần Thơ                 | Nguyễn Văn Thuận (1965)    | Thiếu tướng        | Hậu Giang   | 26.10.2018 (6 năm, 288 ngày) | Phó Giám đốc Công an thành phố Cần Thơ     |
| Đà Nẵng                 | Vũ Xuân Viên (1964)        | Thiếu tướng        | Quảng Ngãi  | 31.8.2018 (6 năm, 344 ngày)  | Cục trưởng Cục Tham mưu, Tổng cục Cảnh sát |
| Đắk Lắk                 | Lê Vinh Quy (1967)         | Thiếu tướng        | Quảng Nam   | 1.3.2021 (4 năm, 162 ngày)   | Giám đốc Công an tỉnh Lâm Đồng             |
| Điện Biên               | Vũ Văn Đấu (1976)          | Đại tá             | Thái Bình   | 12.6.2025                    | Giám đốc Công an tỉnh Quảng Trị            |
| Đồng Nai                | Nguyễn Đức Hải (1977)      | Thiếu tướng        | Nghệ An     | 04.01.2025                   | Giám đốc Công an tỉnh Quảng Trị            |
| Đồng Tháp               | Nguyễn Văn Hiểu (1964)     | Đại tá             | Vĩnh Long   | 17.7.2019 (6 năm, 24 ngày)   | Giám đốc Công an tỉnh Vĩnh Long            |
| Gia Lai                 | Rah Lan Lâm (1966)         | Thiếu tướng        | Gia Lai     | 29.6.2020 (5 năm, 42 ngày)   | Phó Giám đốc Công an tỉnh Gia Lai          |
| Hà Nội                  | Nguyễn Thanh Tùng (1968)   | Trung tướng        | Hưng Yên    | 1.3.2025                     | Phó Giám đốc Công an TP Hà Nội             |
| Hà Tĩnh                 | Nguyễn Xuân Thao (1977)    | Đại tá             | Nghệ An     | 20.6.2024                    | Phó Cục trưởng An ninh đối ngoại (A01)     |
| Hải Phòng               | Vũ Thanh Chương (1968)     | Thiếu tướng        | Thái Bình   | 1.10.2019 (5 năm, 313 ngày)  | Giám đốc Công an tỉnh Hải Dương            |
| Thành phố Hồ Chí Minh   | Mai Hoàng (1979)           | Trung tướng        | Hưng Yên    | 9.6.2025 (62 ngày)           | Phó Giám đốc Công an thành phố Hồ Chí Minh |
| Huế                     | Nguyễn Thanh Tuấn (1976)   | Thiếu tướng        | Thanh Hóa   | 31.7.2020 (5 năm, 10 ngày)   | Phó Giám đốc Công an tỉnh Thừa Thiên - Huế |
| Hưng Yên                | Nguyễn Thanh Trường (1974) | Đại tá             | Hải Dương   | 28.9.2021 (3 năm, 316 ngày)  | Giám đốc Công an tỉnh Thái Bình            |
| Khánh Hòa               | Nguyễn Hữu Phước (1976)    | Đại tá             | Hải Dương   | 04.11.2024                   | Phó Giám đốc Công an tỉnh Phú Thọ          |
| Kiên Giang              | Nguyễn Văn Hận (1971)      | Đại tá             | Bạc Liêu    | 12.4.2022 (3 năm, 120 ngày)  | Phó Giám đốc Công an tỉnh Bạc Liêu         |
| Lai Châu                | Nguyễn Viết Giang (1964)   | Đại tá             | Hà Giang    | 28.6.2020 (5 năm, 43 ngày)   | Phó Giám đốc Công an tỉnh Hà Giang         |
| Lạng Sơn                | Nguyễn Tiến Trung (1978)   | Đại tá             | Hà Tĩnh     | 1.1.2025                     | Phó Cục trưởng Cục An ninh kinh tế (A04)   |
| Lào Cai                 | Cao Minh Huyền (1974)      | Đại tá             | Hưng Yên    | 28.4.2023 (2 năm, 104 ngày)  | Phó Giám đốc Công an tỉnh Nghệ An          |
| Lâm Đồng                | Trương Minh Đương (1976)   | Đại tá             | Cà Mau      | 30.5.2022 (3 năm, 72 ngày)   | Phó Giám đốc Công an tỉnh Lâm Đồng         |
| Nghệ An                 | Đinh Việt Dũng (1977)      | Đại tá             | Nam Định    | 13.6.2025                    | Giám đốc Công an tỉnh Ninh Bình            |
| Ninh Bình               | Đinh Việt Dũng (1977)      | Đại tá             | Nam Định    | 06.11.2024                   | Phó Cục Trưởng Cục An ninh nội địa         |
| Quảng Ngãi              | Hồ Song Ân (1978)          | Đại tá             | Quảng Nam   | 13.6.2025                    | Giám đốc Công an tỉnh Dak Nông             |
| Quảng Ninh              | Trần Văn Phúc (1978)       | Đại tá             | Hà Nội      | 12.8.2024                    | Giám đốc Công an tỉnh Thái Bình            |
| Quảng Trị               | Vũ Văn Đấu (1976)          | Đại tá             | Thái Bình   | 06.01.2025                   | Phó Cục Trưởng Cục Cảnh sát hình sự        |
| Sơn La                  | Đặng Trọng Cường (1976)    | Thiếu tướng        | Phú Thọ     | 06.11.2024                   | Giám đốc Công an tỉnh Ninh Bình            |
| Tây Ninh                | Vũ Như Hà (1970)           | Thiếu tướng        | Quảng Bình  | 28.3.2019 (6 năm, 135 ngày)  | Giám đốc Công an tỉnh BR-VT                |
| Thái Nguyên             | Bùi Đức Hải (1968)         | Đại tá             | Thái Bình   | 29.6.2020 (5 năm, 42 ngày)   | Phó Giám đốc Công an tỉnh Thái Bình        |
| Thanh Hóa               | Tô Anh Dũng (1977)         | Thiếu tướng        | Hà Nội      | 01.6.2025                    | Giám đốc Công an tỉnh Hà Nam               |
| Tuyên Quang             | Phạm Kim Đĩnh (1975)       | Đại tá             | Tuyên Quang | 1.2.2020 (5 năm, 190 ngày)   | Phó Giám đốc Công an tỉnh Tuyên Quang      |
| Vĩnh Long               | Nguyễn Trọng Dũng (1966)   | Thiếu tướng        | Hà Nội      | 13.5.2021 (4 năm, 89 ngày)   | Phó Giám đốc Công an tỉnh Vĩnh Long        |

## Vai trò lãnh đạo của Đảng Cộng sản Việt Nam
Đảng ủy Công an Trung ương Việt Nam là cơ quan lãnh đạo của Đảng Cộng sản Việt Nam trong Công an nhân dân Việt Nam và là cơ quan nghiên cứu đề xuất để Ban Chấp hành Trung ương quyết định những vấn đề về đường lối, chính sách, bảo vệ an ninh quốc gia và trật tự an toàn xã hội; lãnh đạo mọi mặt công tác trong công an.
Theo Điều lệ Đảng Cộng sản Việt Nam, Đảng ủy Công an Trung ương do Bộ Chính trị chỉ định gồm một số Ủy viên Ban Chấp hành Trung ương công tác trong Công an nhân dân và một số Uỷ viên Ban Chấp hành Trung ương công tác ngoài Công an nhân dân, một số đồng chí công tác thuộc Đảng bộ Công an Trung ương, đặt dưới sự lãnh đạo của Ban Chấp hành Trung ương mà trực tiếp, thường xuyên của Bộ Chính trị, Ban Bí thư.

## Chỉ huy lãnh đạo qua các thời kỳ
- Bộ trưởng Bộ Công an (Việt Nam)
- Thứ trưởng Bộ Công an (Việt Nam)

## Các tướng lĩnh tiêu biểu
- Thiếu tướng Phan Trọng Tuệ, tướng Công an nhân dân Việt Nam đầu tiên
- Thiếu tướng Bùi Tuyết Minh, nữ tướng đầu tiên của Công an nhân dân Việt Nam
- Trung tướng Trần Thị Ngọc Đẹp, nữ Trung tướng đầu tiên của Công an nhân dân Việt Nam
- Trung tướng Phạm Minh Chính, hiện là Thủ tướng Chính phủ
- Đại tướng Mai Chí Thọ, Đại tướng đầu tiên của Công an nhân dân Việt Nam
- Đại tướng Trần Đại Quang, cố  Chủ tịch nước
- Đại tướng Lê Hồng Anh, nguyên Thường trực Ban Bí thư
- Đại tướng Tô Lâm, hiện là Tổng Bí thư Ban chấp hành Trung ương Đảng Cộng sản Việt Nam

## Nhận định đánh giá

### Quan điểm
Phát biểu tại Hội nghị Công an Toàn quốc lần thứ 72, lãnh đạo Đảng Cộng sản, Tổng bí thư Nguyễn Phú Trọng vào ngày 26/12/2016 chỉ đạo công an phải là "lực lượng tuyệt đối trung thành với Đảng, Nhà nước và nhân dân, tuyệt đối kiên định mục tiêu, lý tưởng, con đường xã hội chủ nghĩa... Cán bộ, chiến sĩ Công an Nhân dân phải là những người hết lòng trung thành với Đảng, chỉ biết 'còn Đảng, còn mình'." 

### Tranh luận về con số tướng lĩnh
Tính tới giữa năm 2018, Bộ Công an có 205 tướng lĩnh. Trong khi đó, trước năm 1975, không có một sĩ quan cảnh sát và an ninh nào được phong tướng. Thời kỳ đó chỉ có công an vũ trang có một số người được phong tướng.
Tại Quốc hội trong phiên thảo luận về dự án Luật Công an Nhân dân sửa đổi sáng 14-6, có tranh luận về con số tướng lĩnh ngành Công an.
Đại biểu Nguyễn Tạo đại diện Lâm Đồng cho biết thời gian qua người dân có nhiều băn khoăn về cả thời gian lên tướng và số lượng sĩ quan cấp tướng: "Hiện nay việc phong hàm lên nhanh, chất lượng tướng lĩnh cũng gây tranh cãi, thậm chí có tướng lĩnh vi phạm pháp luật như đã xảy ra ở một vài vụ việc gần đây".
Đại biểu Đỗ Ngọc Thịnh (Khánh Hoà) nói rằng tình hình an ninh trật tự thời bình không quá phức tạp, trong khi kinh tế đất nước đang khó khăn mà "tướng lĩnh hơi bị nhiều".

### Vấn đề Công an xã
Bộ trưởng Bộ Công an, Đại tướng Tô Lâm chiều 7-6-2018 cho biết Công an xã đang được duy trì từ trước đến nay về bản chất không phải là công an, họ là lực lượng không chính quy. Lực lượng này không có cấp bậc hàm, không phải là sĩ quan, có trang phục riêng để phân biệt công an xã với công an chính quy do Bộ Công an quản lý. Đang có đề án đưa công an huyện từ 3-5 người về xã hoạt động. Số công an xã không thể vào được chính quy sẽ được tổ chức lại như hình thức của lực lượng bảo vệ dân phố. Thực tế cho thấy, việc lực lượng công an xã không được đào tạo chính quy về chuyên môn, nghiệp vụ đã gặp không ít khó khăn trong công tác bảo đảm an ninh cơ sở. Trong khi đó, việc bảo đảm an ninh trật tự, an toàn xã hội ở nông thôn hiện nay chủ yếu do công an xã đảm nhiệm nhưng lực lượng này còn thiếu về số lượng, yếu về chất lượng. Công an xã là lực lượng bán chuyên trách nên chưa tương xứng với chức năng, nhiệm vụ.
Đến cuối năm 2021, Bộ Công an đã hoàn thành chủ trương đưa công an chính quy đảm nhiệm các chức danh công an xã, số lượng ước tính theo thống kê là 45.000 nhân sự, thành lập 100% chi bộ công an xã.

### Cải cách tinh gọn bộ máy công an
Năm 2018, Thực hiện chủ trương, nghị quyết của Bộ Chính trị, Bộ Công an tiến hành, triển khai đề án 106 sắp xếp lại tổ chức bộ máy theo phương châm Bộ tinh, tỉnh mạnh, huyện toàn diện, xã bám cơ sở. Việc tinh gọn bộ máy trong lực lượng Công an là chủ trương đúng đắn, phù hợp thực tế khách quan, hợp lòng dân. Bộ không tổ chức cấp trung gian, nâng cao chất lượng các cục trực thuộc Bộ và sắp xếp, thu gọn các đơn vị sự nghiệp công lập, báo chí, y tế và sáp nhập 20 đơn vị cảnh sát phòng cháy, chữa cháy tỉnh, thành phố trực thuộc Trung ương với Công an tỉnh, thành phố để bảo đảm gắn kết, phát huy tối đa nguồn lực trong thực thi nhiệm vụ. Sau tinh gọn, Bộ Công an không còn cấp Tổng cục; giảm 60 đơn vị cấp Cục, gần 300 đơn vị cấp Phòng, cơ bản không bố trí cấp Đội
| “                                         | Việc đổi mới bộ máy phù hợp với các chủ trương, nghị quyết về đổi mới, tăng cường sự lãnh đạo của Đảng, đổi mới tổ chức bộ máy hệ thống chính trị, giảm tầng nấc trung gian trong điều hành nên không làm ảnh hưởng đến chức năng, nhiệm vụ của Công an Nhân dân. Việc sắp xếp bộ máy cũng tạo điều kiện thuận lợi nhất để bố trí, điều chỉnh lại lực lượng, tăng cường cho lực lượng trực tiếp chiến đấu, hướng về cơ sở và bố trí công an xã chính quy. Với cách tổ chức mới, lực lượng công an sẽ gần dân hơn, bám sát cơ sở hơn, nắm tình hình và giải quyết hiệu quả các vấn đề an ninh trật tự, khắc phục được chồng chéo, chia cắt, đồng thời tăng cường cải cách hành chính, tạo điều kiện tốt hơn để tập trung đầu tư, hiện đại hóa trang bị, phương tiện chiến đấu. | ” |
| — Đại tướng Tô Lâm - Bộ trưởng Bộ Công an | |   |

| “                                             | Việc sắp xếp tổ chức bộ máy ở Bộ Công an giúp ngân sách Nhà nước Việt Nam tiết kiệm hơn 1.000 tỷ đồng. | ” |
| — Đỗ Hoàng Anh Tuấn - Thứ trưởng Bộ Tài chính | |   |

## Các Tổ chức Quốc tế tham gia
- Tổ chức Cảnh sát Hình sự Quốc tế Interpol (tiếng Anh: International Criminal Police Organization)
- Hiệp hội Cảnh sát các Quốc gia Đông Nam Á (Aseanapol)
- Hiệp hội Học viện cảnh sát quốc tế (INTERPA)
- Hội nghị các Bộ trưởng Nội vụ các nước ASEAN về phòng, chống tội phạm xuyên quốc gia (AMMTC)
- Hội nghị những người đứng đầu Cơ quan An ninh Nội địa các nước ASEAN (MACOH)
- Hội nghị Phòng chống ma túy Quốc tế (tiếng Anh: "International Drug Enforcement Conference" hay "IDEC")